# Héron typhon
Ardea sumatrana
Espèce
Répartition géographique
Statut de conservation UICN

 LC  : Préoccupation mineure
Le Héron typhon (Ardea sumatrana) est une espèce d'oiseaux asiatiques, des échassiers, de la famille des Ardeidae.

## Description
En période internuptiale, le héron typhon est gris brunâtre, aux ailes gris foncé. En période de reproduction, il a des plumes ornementales à extrémité blanc-grisâtre sur la nuque, les scapulaires et le haut de la poitrine, son menton devient blanc, et les plumes ventrales ont le centre blanc. L'iris est généralement jaune, et le bec noir avec la mandibule inférieure jaunâtre, parfois seulement à la base. 

## Distribution et habitat
Il est présent en Asie du Sud-Est, des côtes de la Birmanie, de la Thaïlande et du Sud-Est du Vietnam (détroit du Mékong), jusqu'à l'Est des Philippines, l'Ouest de la Papouasie et la côte Nord de l'Australie. 
Il affectionne les mangroves côtières, les bancs de vase et les criques, ainsi que le long d'étroits cours d'eau frangés de forêts. 

## Écologie
Il semble qu'il se nourrisse de poissons et d'animaux marins tels que crabes et mollusques. 

## Taxonomie
Cette espèce est très proche du Héron impérial (Ardea insignis). 
Deux sous-espèces ont été décrites, mais dont le statut est encore incertain: la sous-espèce nominale, présente en Asie du Sud-Est, et la sous-espèce mathewsae sur les côtes nord de l'Australie.  